# The Bash Street Kids

The Bash Street Kids (littéralement : « Les Gamins de la rue Torgnole ») est une série de bande dessinée créée sous le nom When the Bell Rings (« Lorsque la cloche sonne ») par l'auteur britannique Leo Baxendale. Elle est publiée dans l'hebdomadaire pour enfants The Beano depuis le 13 février 1954. Le changement de nom date de 1956. En 1961, Baxendale a laissé la série à David Sutherland, qui l'anime depuis.